# 新郎上錯床
《新郎上錯床》（英語：A Guy Thing）是一部2003年上映的美国喜劇電影，由克里斯·科克（Chris Koch）执导，主演有傑森·李、茱莉亞·史緹爾和莎瑪·布萊兒。本片在票房和评论上都未获成功。

## 剧情
保罗·莫斯与凯伦·库珀即将在西雅圖结婚。在单身派对上，保罗与其中一位舞者贝基·杰克逊聊了起来，两人发现彼此颇有共鸣。第二天早上，保罗醒来，惊恐地发现贝基躺在他身边。
保罗以为两人发生了关系，便匆匆把贝基赶出公寓，希望再也不要见到她。在婚礼前的最后六天里，他努力掩盖两人之间的联系。不巧的是，贝基意外地在城里频频出现，并且她竟然是凯伦的表妹。更糟糕的是，贝基心怀恶意的前男友——警探雷·多诺万一直在跟踪并偷拍她和保罗。贝基和保罗再次联手，试图从雷的公寓中偷回那些照片。
事情进一步失控，家人和朋友总是在最糟糕的时机突然现身。陰蝨、马桶水箱里的脏内裤、欲火焚身的损友，还有爱上新娘的伴郎兼兄弟，给婚礼准备週添上了种种荒诞闹剧。在一连串荒唐谎言和半真半假的故事堆叠下，保罗意外地从一个出人意料的角落得到了认同与支持——一个由其他男人组成的协调网络，包括朋友、陌生人，甚至令保罗惊讶的凯伦父亲，所有人都给出同一个解释：“这是男人的事。”

## 演员
- 傑森·李 饰 保罗·莫斯
- 茱莉亞·史緹爾 饰 贝基·杰克逊
- 莎瑪·布萊兒 饰 凯伦·库珀
- 詹姆斯·布洛林 饰 肯·库珀
- 蕭恩·哈特西 饰 吉姆
- 洛奇林·莫羅 饰 雷·多诺万
- 戴安娜·斯卡维德（英语：Diana Scarwid） 饰 桑德拉·库珀
- 大衛·柯屈納 饰 巴克·莫斯
- 朱莉·哈格蒂（英语：Julie Hagerty） 饰 多萝西·莫斯
- 托馬斯·列儂 饰 皮特·莫斯
- 杰姬·布鲁罗（英语：Jackie Burroughs） 饰 巴奇姨妈
- 杰·布雷泽（英语：Jay Brazeau） 饰 霍华德
- 拉里·米勒 饰 费里斯牧师
- 马修·沃克（英语：Matthew Walker (Canadian actor)） 饰 格林牧师
- 迪伦·温纳 饰 莫妮·杨
- 弗雷德·伊万伊克（英语：Fred Ewanuick） 饰 杰夫
- 莉莎·考尔德 饰 唐娅
- 维克托·瓦纳多（英语：Victor Varnado） 饰 汉斯伯里
- 多纳文·斯廷森（英语：Donavon Stinson） 饰 酒吧里话多的家伙

## 制作
1999年11月，有报道称米高梅已购得一部名为《新郎上錯床》的喜劇待售劇本，由格雷格·格连纳（Greg Glienna）和皮特·施瓦巴（Pete Schwaba）创作，大卫·拉德（David Ladd）担任制片人。
主要拍摄工作于2001年11月至2002年2月间进行，拍摄地有美国华盛顿州的西雅圖以及加拿大不列颠哥伦比亚省的溫哥華。
本片原定于2002年8月23日上映，后改为9月20日，因此影片片尾字幕的版权年份为2002年。最终推迟至2003年1月17日上映，配合情人节档期。

## 上映
本片在美国上映首周票房为6,988,749美元，排在票房排行榜第7位，第二周则下降至第11位。

## 反响
在爛番茄网站上，本片基于104条评论获得了25%的新鲜度评分，平均分为4.1/10，评论共识为：“《新郎上錯床》浪费了主演的才华，是一部依赖低俗笑点的可预测浪漫喜剧。”在Metacritic网站上，该片的评分为27分（满分100），基于29位影评人的评价，属于“总体负面评价”。观众调查机构CinemaScore的观影评分为B−（评分范围为A至F）。
《綜藝》的丹尼斯·哈维（Dennis Harvey）表示：“影片确实在后半段稍有起色”，但他也指出，多次重写剧本的过程几乎抹去了所有的创意和原创性。